# Elasmias cernicum
Elasmias cernicum е вид коремоного от семейство Achatinellidae. Видът е световно застрашен, със статут Уязвим.

## Разпространение
Разпространен е в Мавриций и Реюнион.